# Alma Macrorie
Alma Macrorie, all'anagrafe Alma Ruth Macrorie (Davenport, 7 dicembre 1904 – Woodland Hills, 28 giugno 1970), è stata una montatrice statunitense.

## Biografia
Ottenne una candidatura all'Oscar al miglior montaggio nel 1956 per I ponti di Toko-Ri.

## Filmografia
- L'avventura viene dal mare (Frenchman's Creek), regia di Mitchell Leisen (1944)
- La colpa della signora Hunt (Song of Surrender), regia di Mitchell Leisen (1949)
- Il marchio di sangue (Branded), regia di Rudolph Maté (1950)
- I deportati di Botany Bay (Botany Bay), regia di John Farrow (1953)
- Per ritrovarti (Little Boy Lost), regia di George Seaton (1953)
- I ponti di Toko-Ri (The Bridges at Toko-Ri), regia di Mark Robson (1954)
- La congiura degli innocenti (The Trouble with Harry), regia di Alfred Hitchcock (1955)
- Quadriglia d'amore (Anything Goes), regia di Robert Lewis (1956)
- I violenti (Three Violent People), regia di Rudolph Maté (1956)
- Il balio asciutto (Rock-a-Bye Baby), regia di Frank Tashlin (1958)
- 10 in amore (Teacher's Pet), regia di George Seaton (1958)
- Ma non per me (But Not for Me), regia di Walter Lang (1959)

## Riconoscimenti
- 1956 - Premio Oscar
  - Candidatura al Miglior montaggio per I ponti di Toko-Ri.